# Annali toledani
Gli Annali toledani (Anales toledanos) sono una serie di annali scritti da vari autori in castigliano antico, riguardanti il regno di Toledo dalla nascita di Gesù Cristo al 1303.
Gli annali sono divisi in tre parti che non sono collegate fra loro se non per la provenienza da Toledo e per l'enfasi su eventi relativi al centro della penisola, iberica. 
1. la prima dopo una cronologia che risale alla nascita di Gesù, narra il periodo che inizia con la creazione della Contea di Castiglia sino al 1219. Il testo è basato sugli anales castellanos segundos di cui costituiscono una traduzione e prosecuzione
2. la seconda termina col 1250 e sembra essere stata scritta da un mudéjar. Infatti dà un particolare rilievo agli eventi dei musulmani andalusi, usa un vocabolario inusuale e non cita le principali vittorie cristiane. Le date sono calcolate in base all'anno dell'Egira a differenza della prima e della terza parte.
3. la terza arriva sino al 1303 (o 1391)

## Edizioni
Gli annali toledani I e II furono pubblicati per la prima volta da Francisco de Berganza in Antigüedades de España nel 1719–21; nel 1767 Enrique Flórez riunì i tre annali nel tomo XXIII della España Sagrada.
- In Enrique Flórez, ed. España Sagrada, XXIII (Madrid: 1767), 381–300 (I), 401–9 (II), 410–23 (III).
- In Ambrosio Huici y Miranda, ed. Las crónicas latinas de la Reconquista, I (Valencia: 1913).
- In Antonio Floriano, ed. "Anales toledanos III", Cuadernos de historia de España, 43–44 (1967), 154–87.
- In Julio Porres Martín-Cleto, ed. Los Anales Toledanos I y II (Toledo: 1993).